# Morsicatura
La morsicatura o morso è una lesione provocata dai denti di un animale, compreso l'uomo.
Le ferite da morso possono comportare conseguenze più o meno gravi a seconda della tipologia e dell'entità del danno:
- danno tissutale generalizzato dovuto alla lacerazione della cute;
- emorragia nel caso di compromissione dei vasi sanguigni;
- infezione, batterica o da parte di altri patogeni, come nel caso della rabbia;
- avvelenamento nel caso di morsi di animali velenosi;

## Classificazione
I morsi vengono solitamente classificati in base al tipo di animale che causa la ferita. È noto che molti animali diversi mordono gli esseri umani.

### Vertebrati
- Gli animali da compagnia, inclusi cani, gatti, ratti, furetti e pappagalli, possono mordere gli esseri umani.
- La fauna selvatica a volte può mordere gli esseri umani. I morsi di vari mammiferi come pipistrelli, puzzole, lupi, procioni, ecc. possono trasmettere la rabbia, che è quasi sempre fatale se non trattata.
- I morsi umani sono essi stessi in grado di causare gravi danni alla carne, ma sono particolarmente noti per diffondere malattie trasmissibili

Le lesioni da morso involontario dovute a lesioni a pugno chiuso causate da pugni che colpiscono i denti (chiamate lesioni da morso inverso) sono una conseguenza comune dei combattimenti a pugni. Questi sono stati chiamati "morsi di combattimento". Le lesioni in cui vengono morsicate le articolazioni o i tendini della mano tendono ad essere le più gravi.
È noto che i bambini in fase di dentizione mordono gli oggetti per alleviare la pressione sui denti in crescita e possono inavvertitamente mordere le mani o le braccia delle persone mentre lo fanno. I bambini piccoli possono anche mordere le persone per rabbia o per comportamento scorretto, sebbene questo di solito venga corretto presto nella vita del bambino.

### Lesione da morso inverso
Una lesione da morso inverso (chiamata anche lesione da pugno chiuso o morso da combattimento) si verifica quando una persona dà un pugno in faccia a un'altra persona e la pelle (e talvolta i tendini) delle sue nocche vengono tagliati contro i denti della persona stanno prendendo a pugni. La prossimità della ferita è spesso localizzata sopra l'articolazione metacarpo-falangea con conseguente lesione del tendine.
Il trattamento medico di questa lesione è simile a quello di un morso umano, ma può comportare anche danni ai tendini sottostanti.
Queste lesioni dovrebbero essere gestite come altri morsi umani: l’irrigazione della ferita e gli antibiotici sono essenziali poiché la saliva umana può contenere numerosi batteri. La natura di queste lesioni è tale che, anche se la lesione viene gestita in modo ottimale, possono comunque verificarsi scarsi risultati.

### Artropodi
I morsi degli artropodi comportano alcune delle conseguenze sanitarie più gravi conosciute. Le punture di zanzara trasmettono malattie gravi e provocano milioni di morti e malattie nel mondo. Le zecche trasmettono anche molte malattie come la malattia di Lyme.
- Morso di ragno
- Morsi e punture di insetti
  - I morsi delle pulci sono responsabili della trasmissione della peste[6].
  - Le punture di zanzara sono responsabili della trasmissione della febbre dengue e della malaria.
- Morso di sanguisuga

Conseguenze di morsi di alcuni animali
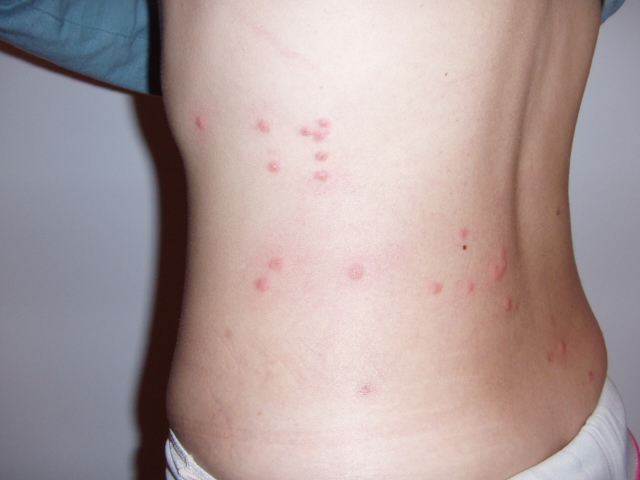
Morsi di pulci. Raramente, alcune specie di pulci possono anche trasmettere infezioni secondarie, come il tifo trasmesso dalle pulci (murino).
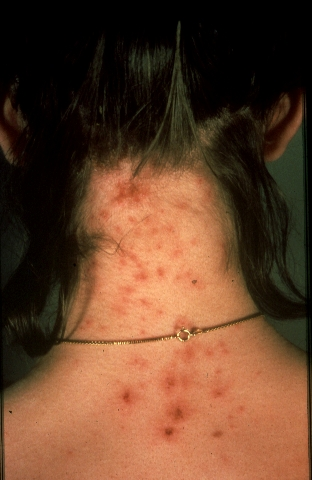
Morsi di pidocchio.
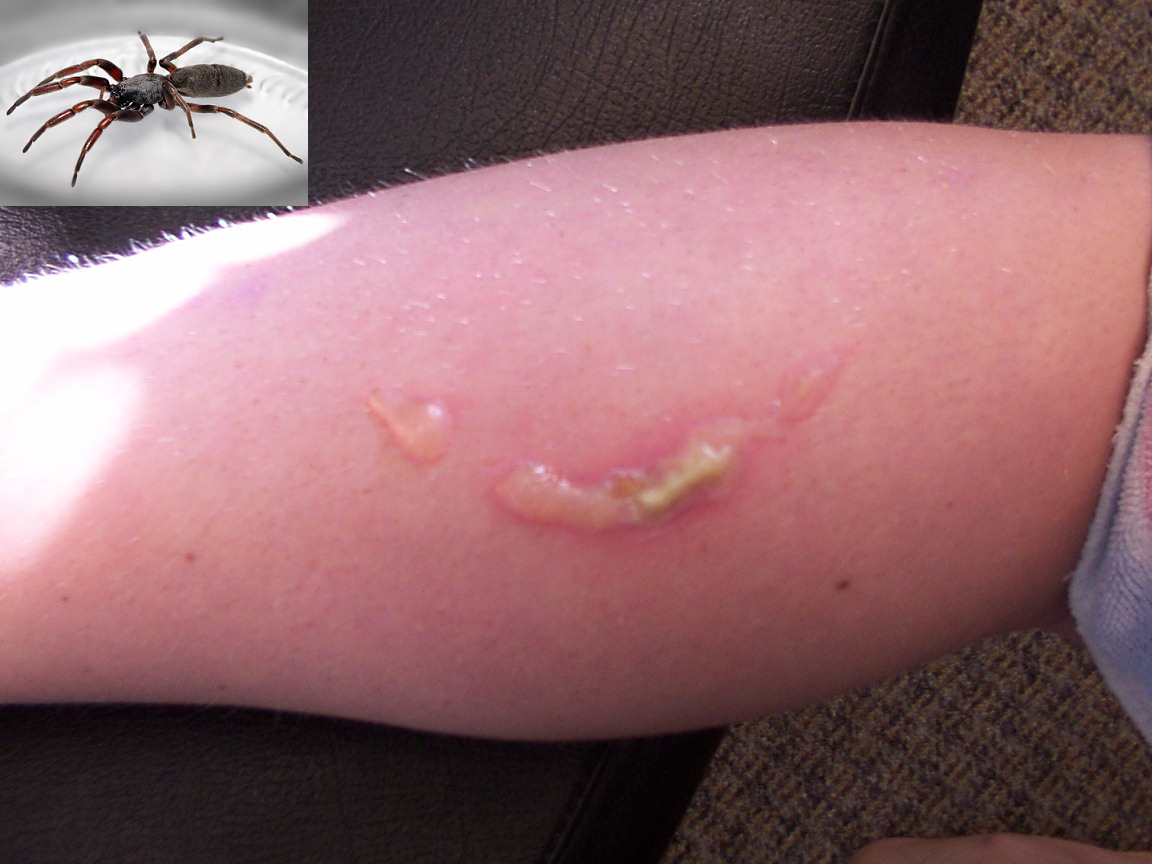
Morso di ragno dalla coda bianca.
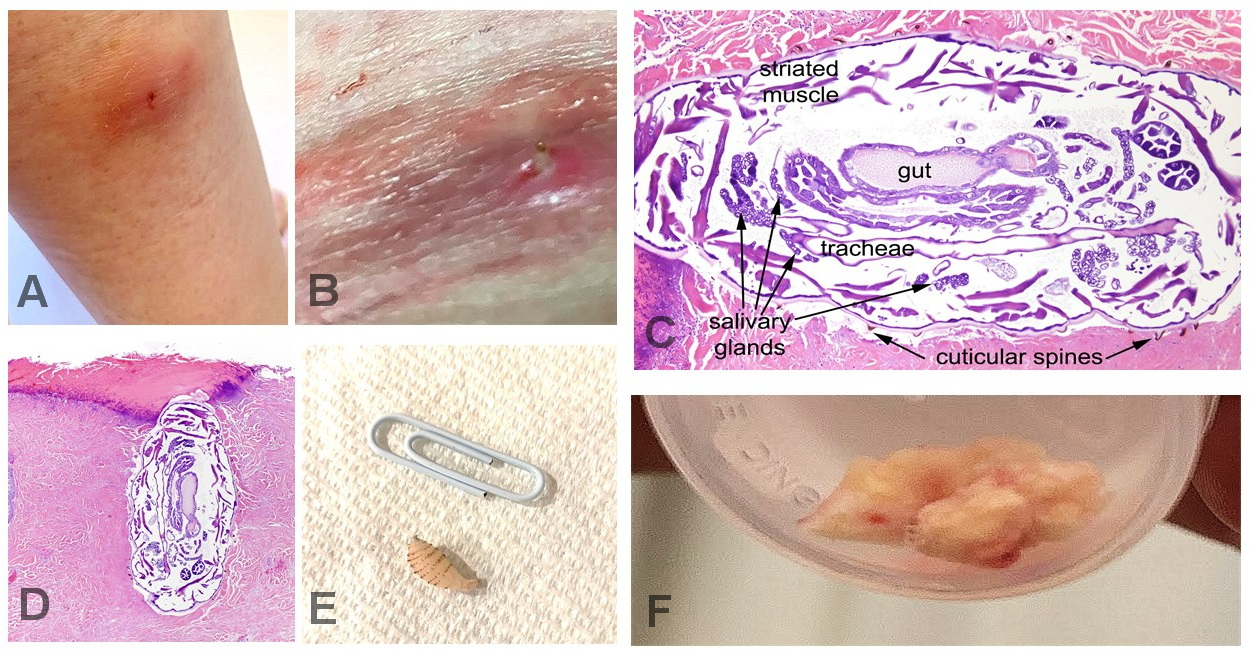
La mosca depone le uova nella ferita dopo aver morso, causando un'infezione di vermi parassiti chiamata miasi.

## Meccanismo

### Trauma
Una conseguenza naturale di un morso è il trauma dei tessuti nel sito in cui è avvenuto il morso. Il trauma può consistere in graffi, lacerazioni, punture o lacerazioni della pelle, ematomi (lividi), inserimento di oggetti estranei, ad esempio un dente o un capello, danneggiamento o recisione di strutture sottostanti come tessuto connettivo o muscolo, amputazioni e strappare pelle e capelli. Se i vasi sanguigni principali sono danneggiati, può verificarsi una grave perdita di sangue.

### Infezione
Nel morso possono essere introdotti organismi patogeni. Alcuni agenti patogeni possono provenire dalla bocca del morso, dal substrato su cui può cadere la persona o l'animale ferito, oppure dai microrganismi naturali presenti sulla pelle o sul pelo dell'animale. L’avvento degli antibiotici ha migliorato l’esito delle infezioni da ferite da morso.

### Rabbia
I morsi di animali in cui è stata penetrata la pelle, più comunemente da cani e pipistrelli, trasmettono la rabbia all'uomo. La rabbia causata da altri animali è rara. Se l'animale viene catturato vivo o morto con la testa conservata, essa può essere analizzata per rilevare la malattia. I segni della rabbia includono schiuma alla bocca, ringhio, automutilazione, comportamento a scatti, occhi rossi e idrofobia.
Se l’animale non può essere catturato, in molti luoghi si raccomanda il trattamento preventivo della rabbia. È noto che diversi paesi non hanno la rabbia nativa.

## Trattamento
Il primo passo nel trattamento prevede il lavaggio della ferita da morso. Se il rischio di infezione è basso, la ferita può essere suturata. Lo sbrigliamento e il drenaggio delle ferite da morso venivano praticati nell'era pre-antibiotica, ma si verificavano ancora tassi elevati di infezione. Una revisione sistematica Cochrane del 2019 mirava a valutare i tassi di guarigione e di infezione nelle ferite da morso in base a se/quando venivano suturate. Gli autori della revisione hanno cercato studi che confrontassero le ferite da sutura chiuse immediatamente, lasciandole aperte per un breve periodo o senza suturarle affatto. A causa della mancanza di prove di elevata certezza, gli autori della revisione hanno concluso che erano necessari studi randomizzati controllati più robusti per rispondere pienamente a questa domanda.

### Antibiotici
Gli antibiotici per prevenire l'infezione sono raccomandati per i morsi delle mani di cani e gatti e per i morsi umani se sono più che superficiali. Sono consigliati anche a coloro che hanno una scarsa funzione immunitaria. L'evidenza che gli antibiotici prevengano l'infezione nei morsi in altre aree non è chiara.
La prima scelta è l'amoxicillina con acido clavulanico e, se la persona è allergica alla penicillina, doxiciclina e metronidazolo. Le penicilline antistafilococciche (ad esempio, cloxacillina, nafcillina, flucloxacillina) e i macrolidi (ad esempio, eritromicina, claritromicina) non sono utilizzati per la terapia empirica, perché non coprono le specie Pasteurella.

### Vaccinazioni
La prevenzione della rabbia è generalmente disponibile nel Nord America e negli stati del Nord Europa.
Il trattamento con il vaccino anti-tetanico è consigliato a coloro le cui vaccinazioni non sono aggiornate e hanno un morso che perfora la pelle. Le immunoglobuline antitetaniche sono indicate nelle persone con più di 10 anni dalla precedente vaccinazione. I richiami antitetanici (Td) dovrebbero essere somministrati ogni dieci anni.
| Tossoide precedente | Pulizia delle ferite minori          | Tutte le altre ferite                  |
| < 3 dosi            | TT: sì, TIG: no                      | TT: sì, TIG: sì                        |
| ≥ 3 dosi            | TT: se ultima dose ≥ 10 anni TIG: no | TT: se l'ultima dose ≥ 5 anni, TIG: no |

TT = tossoide tetanico (vaccino); TIG: immunoglobuline antitetaniche

### Punture di zanzara
Gli antistaminici sono un trattamento efficace per i sintomi dei morsi. Molte malattie come la malaria e la dengue sono trasmesse dalle zanzare.

## Epidemiologia
I morsi umani sono il terzo tipo di morso più frequente dopo i morsi di cane e gatto. I morsi di cane sono all'ordine del giorno, i bambini sono i morsi più frequenti e il viso e il cuoio capelluto il bersaglio più comune. Ogni anno negli Stati Uniti vengono segnalati circa 4,7 milioni di morsi di cane. Il conteggio annuale stimato degli Stati Uniti di morsi di animali è di 250 000 morsi umani, da 1 a 2 milioni di morsi di cani, 400 000 morsi di gatti e 45 000 morsi di serpenti. Morsi di puzzole, cavalli, scoiattoli, ratti, conigli, maiali e scimmie può rappresentare fino all'1% delle lesioni da morso. Gli attacchi non provocati dei furetti domestici hanno causato gravi lesioni facciali. Anche se si ritiene che gli animali non domestici siano più comuni, soprattutto come causa di infezione da rabbia, rappresentano meno dell'1% delle ferite da morso segnalate. Quando una persona viene morsa, è più probabile che avvenga al braccio destro, molto probabilmente a causa di reazioni difensive quando la persona usa il braccio dominante. Si stima che tre quarti dei morsi si localizzino sulle braccia o sulle gambe degli esseri umani. I morsi al volto degli esseri umani costituiscono solo il 10% del totale. Due terzi delle lesioni da morso negli esseri umani sono subite da bambini di età pari o inferiore a dieci anni.
Fino a tre quarti dei morsi di cane accadono a persone di età inferiore ai 20 anni. Negli Stati Uniti, si stima che i costi associati ai morsi di cane ammontino a oltre 1 miliardo di dollari all’anno. Le fasce d’età che soffrono maggiormente di morsi di cane sono i bambini dai 5 ai 9 anni. Spesso i morsi non vengono segnalati e non viene somministrato alcun trattamento medico: questi morsi non vengono segnalati. Circa l’1% delle visite al pronto soccorso pediatrico sono finalizzate al trattamento di morsi di animali. Questo è più frequente durante i mesi estivi. Fino al 5% dei bambini che ricevono cure di emergenza per morsi di cane vengono poi ricoverati in ospedale. I morsi si verificano tipicamente nel tardo pomeriggio e nella prima serata. Le ragazze vengono morse più frequentemente dai gatti che dai cani. I ragazzi vengono morsi dai cani due volte più spesso delle ragazze.

## Storia
I morsi degli esseri umani vengono registrati durante l'era biblica. Segnalazioni di infezioni secondarie verificatesi dopo un morso umano nei bambini sono state notate negli Stati Uniti almeno dal 1910. La morbilità e i tassi di mortalità sono migliorati con l'uso di antibiotici.